# Пан Ёнгук
Пан Ёнгук (кор. 방용국, кит. 方容國; род. 31 марта 1990) — южнокорейский рэпер, композитор, продюсер, более известный под сценическим именем Ёнгук. Бывший участник группы B.A.P.
Дебютировал в 2007 году как участник группы «Soul Connection» под псевдонимом «Jepp Blackman». В марте 2011 года участвовал в записи сингла Сон Джиын «Going Crazy», который стал хитом № 1 в Корее. В июле того же года при сотрудничестве Ян Ёсоба из BEAST выпустил свой первый цифровой сингл под названием «I Remember». В ноябре 2011 года совместно с Zelo выпустил сингл «Never Give Up». В августе 2018 года у Ёнгука закончился контракт с TS Entertainment, и он покинул B.A.P. В январе 2019 года открыл собственное агентство «CONCENT».

## Биография

### 1990—2010: ранние годы и начало карьеры
Пан Ёнгук родился 31 марта 1990 года в Инчхоне, Южная Корея. У него есть брат-близнец по имени Ённам и старшая сестра Наташа. Ёнгук не мог разговаривать до пяти лет.
Когда Ёнгук был маленьким, он с семьей переехал на прибрежные острова Инчхона, прожив там некоторое время, семья снова вернулась в Инчхон. Он учился в младшей и средней школе Гаен, в возрасте 18 лет окончил высшую школу Юхан.
В 2008 году Ёнгук был участником группы «Soul Connection» под псевдонимом «Jepp Blackman» и выпустил сингл «Cherry Flower». Он был представлен TS Entertainment в составе дуэта «Untouchable». До дебюта B.A.P он тренировался 4 года.

### 2011: «Going Crazy», «I Remember» и Bang&Zelo
3 марта 2011 года был выпущен сингл «Going Crazy», записанный с Сон Джиын. Сингл был коммерчески успешен и хорошо принят критиками. Сингл возглавил Gaon Chart и Gaon Digital и Streaming Chart, Ёнгука выделили, как отличного артиста. После выпуска сингла его именем интересовалось огромное количество людей, вбивая его на основных поисковых сайтах Южной Кореи. Ёнгуку поступало много предложений по поводу его выступлений на концертах, а также трансляций по радио. Однако его агентство отклоняло все предложения, ссылаясь на то, что он ещё стажер и не готов к таким серьёзным действиям. Тем не менее, TS Entertainment поблагодарило всех за поддержку.
11 августа был выпущен сингл «I Remember», записанный вместе Ян Есобом из BEAST. Эта песня принесла большой успех и популярность обоим исполнителям, войдя в топ-10 реальных временных графиков Кореи, а также заняло #22 на Gaon Chart. Однако сингл был признан непригодным для трансляции рекламных акций по KBS из-за нескольких сцен стрельбы и насилия.
В декабре 2011 Ёнгук дебютировал с Zelo, организовав подгруппу Bang&Zelo, они предстали перед зрителями с синглом «Never Give Up».

### 2012—2019: B.A.P

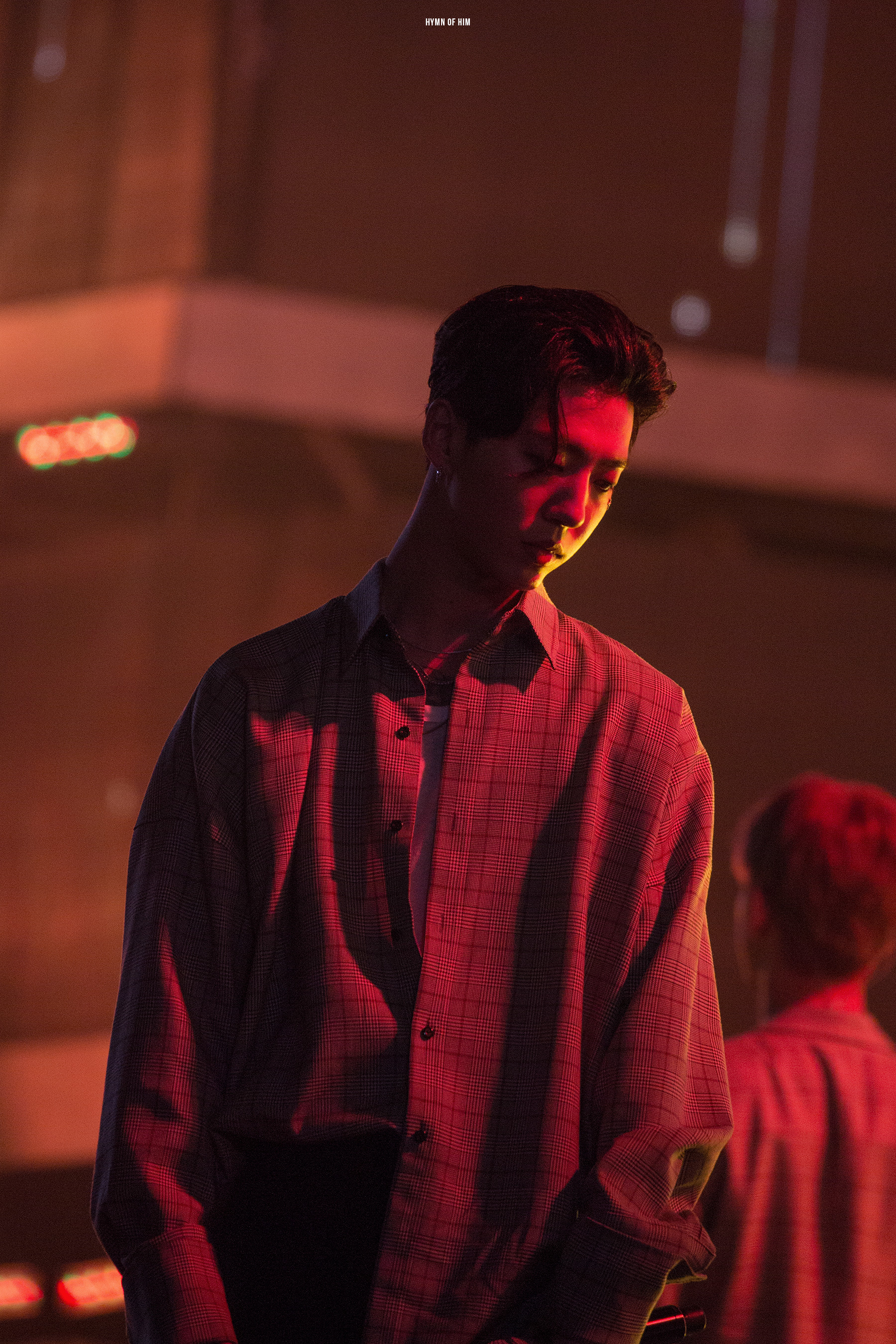

Группа B.A.P дебютировала в январе 2012 с синглом «Warrior». 28 января 2012 группа провела свой дебютный шоукейс-концерт в Сеуле, в котором приняло участие более 3000 человек. Их дебютный сингл получил признание критиков, многие журналисты описали сингл как «сильный и харизматичный».
В 2013 году Ёнгук выступал на SBS Gayo Daejeon с Tiger JK, Yoon Mirae, Bizzy, Zico, Rap Monster.
27 ноября 2014 года журналистам стало известно, что все участники B.A.P подали судебный иск против агентства, чтобы разорвать договор, утверждая, что в группе неравномерное распределение прибыли. Участникам дали перерыв, но 4 апреля 2015 Ёнгук выпустил свой сингл «AM 4:44».
1 августа 2015 года было объявлено, что B.A.P достигли соглашения с TS Entertainment. Свой камбэк группа осуществила в ноябре того же года с мини-альбомом «Matrix», который был спродюсирован Ёнгуком.
25 октября 2016 TS Entertainment объявило, что Пан не будет принимать участие в выпуске альбома «Noir», ссылаясь на его тревожное расстройство.

## Артистизм и влияние
Ёнгуку больше всего нравится хип-хоп, он увлекается творчеством 50 Cent, P. Diddy, Pharell и других подобных исполнителей. Несмотря на то, что его цель не была изначально стать K-поп артистом, он находился под влиянием той роли, которую Supreme Team и Dynamic Duo играли в популяризации жанра в Южной Корее.

## Дискография
Чтобы увидеть работы Пан Ёнгука, см. дискографию B.A.P.

### Цифровые синглы
| Год  | Название                            | Позиции в чартах |
| Год  | Название                            | KOR              |
| Год  | Название                            | Gaon             |
| ---- | ----------------------------------- | ---------------- |
| 2008 | «Cherry Flower» (с Soul Connection) | —                |
| 2011 | «I Remember» (с Ян Ёсобом)          | 22               |
| 2011 | «Never Give Up» (в Bang&Zelo)       | 65               |

Как прославленный артист

### Музыкальные видеоклипы
| Год  | Видеоклип                     | Длина |
| ---- | ----------------------------- | ----- |
| 2011 | «Going Crazy» (с Сон Джином)  | 4:23  |
| 2011 | «I Remember» (с Ян Ёсобом)    | 4:23  |
| 2011 | «Never Give Up» (в Bang&Zelo) | 4:27  |
| 2012 | «For A Year»                  | 5:02  |
| 2015 | «AM 4:44»                     | 4:30  |

## Фильмография

### Фильм
| Год  | Название     | Роль  | Заметки                     |
| ---- | ------------ | ----- | --------------------------- |
| 2011 | Мистер Айдол | Камео | Самого себя с Ким Хим Чаном |

### Телевидение
| Год  | Канал   | Шоу                                | Роль        | Заметки             |
| ---- | ------- | ---------------------------------- | ----------- | ------------------- |
| 2011 | MBC     | Lullu Lalla (일밤 룰루랄라 예고편) | Самого себя | Постоянный участник |
| 2012 | SBS MTV | Ta-dah It’s B.A.P                  | Самого себя | Regular cast        |
| 2012 | Mnet    | B.A.P’s Killing Camp               | Самого себя | Regular cast        |

### Появление в видеоклипах
| Год  | Видеоклипы          | Артист          | Role                  |
| ---- | ------------------- | --------------- | --------------------- |
| 2011 | Going Crazy         | Сон Джин        | Сталкер               |
| 2011 | Shy Boy             | Secret (группа) | Стеснительный Мальчик |
| 2011 | Starlight Moonlight | Secret (группа) | Продавец Билетов      |
| 2011 | Never Give Up       | Bang&Zelo       | Студент               |
| 2012 | One Year            | ZIA             | Агрессивный Мальчик   |
| 2012 | Never Give Up       | Bang&Zelo       | Student               |
| 2012 | One Year            | ZIA             | Angry Boy             |

### Музыкальные шоу
| Год  | Канал | Название     | Роль           | Заметки                            |
| ---- | ----- | ------------ | -------------- | ---------------------------------- |
| 2012 | Mnet  | M! Countdown | Гость, ведущий | С .A.P, RT M! Countdown (23.02.12) |

## Награды и номинации
| Год  | Награда          | Категория                         | Результат   |
| ---- | ---------------- | --------------------------------- | ----------- |
| 2014 | Shorty Awards    | Лучший музыкант социальных медиа  | Номинирован |
| 2015 | KMC Radio Awards | Айдол Года                        | Выиграл     |
| 2015 | Shorty Awards    | Лучший музыкант социальных медиая | Номинирован |